# Perreyiella
Perreyiella – rodzaj błonkówek z rodziny Pergidae.

## Zasięg występowania
Przedstawiciele tego rodzaju występują w Krainie Neotropikalnej od Meksyku na płn. po Argentynę oraz Chile na płd.

## Systematyka
Do  Perreyia zaliczanych jest 14 gatunków:
- Perreyiella godmani
- Perreyiella lacourti
- Perreyiella melanoptera
- Perreyiella nigra
- Perreyiella pseudonigra
- Perreyiella quiera
- Perreyiella redata
- Perreyiella sitava
- Perreyiella tavora
- Perreyiella teutoniensis
- Perreyiella tobagoensis
- Perreyiella uata
- Perreyiella vosura
- Perreyiella wanata